# Даніеле Буццеголі
Даніеле Буццеголі (італ. Daniele Buzzegoli, нар. 7 травня 1983, Флоренція) — італійський футболіст, півзахисник клубу «Новара».

## Ігрова кар'єра
Народився 7 травня 1983 року в місті Флоренція. Вихованець футбольної школи «Фіорентини».
2001 року став гравцем «Емполі», але протягом наступного сезону так і не зіграв жодного матчу на дорослому рівні. Дебютував серед професіоналів Буццеголі лише в сезоні 2002-03, у клубі «Гроссето» з Серії С2, куди був відправлений в оренду, де зіграв 9 ігор.
У 2003 році він перейшов до «Массезе» з Серії D, де він в першому сезоні забив 4 голи в 33 матчах і допоміг команді вийти до Серії C2. А в наступному сезоні, забивши три голи в 22 матчах, допоміг команді другий раз поспіль підвищитись у класі, на цей раз до Серії С1.
Після цього влітку 2005 року він повернувся в «Емполі», але в команді знову закріпитись не зумів, зігравши лише 4 матчі в Серії А до початку 2007 року, після чого перейшов в «Пізу». Тут футболіст грав також не дуже часто, але забив вирішальний гол у компенсований час проти «Санджлванезе» (1:0), який в підсумку дозволив команді потрапити у плей-оф. Там «Піза» здобула перемогу і вийшла до Серії В. У наступному сезоні Буццеголі також не був основним гравцем: в першій частині сезону він виступав нечасто, а згодом отримав серйозну травму, яка залишила його поза грою протягом декількох місяців. 13 жовтня 2008 року в виїзному матчі в Бергамо проти «Альбінолеффе» Буццеголі забив свій перший гол в Серії B ударом з 25-ти метрів. Всього ж до кінця 2008 року Буццеголі зіграв лише 16 матчів в чемпіонаті за клуб.
2 лютого 2009 року Буццеголі перейшов на правах оренди в «Галліполі», з яким він виграв чемпіонат Лега Про Пріма Дівізіоне і допоміг команді потрапити до Серії В.
Після банкрутства «Пізи», 29 липня 2009 року Буццеголі став гравцем «Варезе», якому також у першому ж сезоні допоміг вийти до Серії В вперше за 25 років . 13 червня 2010 року в другому фінальному матчі плей-оф проти «Кремонезе» (2:0) він відзначився дублем, що і дозволив клубу підвищитись у класі.
13 січня 2011 року Буццеголі став гравцем «Спеції». Гравець підписав контракт терміном на два роки. 6 травня 2012 року, після розгромної перемоги з рахунком 3:0 над «Латиною» клуб зайняв перше місце і також вийшов в Серію B. В тому ж сезоні клуб виграв Кубок Італії Лега Про і Суперкубок Лега Про.
4 червня 2012 року Буццеголі перейшов в «Новару» з Серії В, в обмін на Філіппо Поркарі, який відправився в протилежному напрямку. У новій команді Буццеголі став основним гравцем, поки 25 березня 2014 року не отримав серйозну травми під час матчу проти «Тернани», і через розірвану зв'язку в лівому коліні пропустив сім місяців . За підсумками того сезону клуб вилетів до третього дивізіону, але наступного року відразу повернувся назад, вигравши Лега Про. Крім того клуб виграв Суперкубок Лега Про завдяки результативному удару Буццеголі з 30 метрів у ворота «Терамо». Для Даніеле це стало сьомим підвищенням у класі в кар'єрі, п'яте з яких — до Серії В .
31 серпня 2016 року Буццеголі підписав контракт на два роки з «Беневенто» з Серії В, якому в першому ж сезоні допоміг виграти плей-оф та вперше в історії команди вийти до Серії А, відігравши за команду з Беневенто 29 матчів в національному чемпіонаті.
Утім в елітному дивізіоні Італії «Беневенто» дебютував без Буццеголі, який продовжив виступи у другій лізі, ставши влітку 2017 року гравцем «Асколі». Утім через вже через рік припинив потрапляти до складу цієї команді, а на початку 2019 роки повернувся до третьолігової на той час «Новари».

## Статистика виступів

### Статистика клубних виступів
Станом на 20 червня 2018 року
| Сезон               | Команда             | Чемпіонат           | Чемпіонат | Чемпіонат | Національний кубок | Національний кубок | Національний кубок | Континентальні кубки | Континентальні кубки | Континентальні кубки | Інші змагання | Інші змагання | Інші змагання | Усього | Усього |
| Сезон               | Команда             | Ліга                | Ігор      | Голів     | Ліга               | Ігор               | Голів              | Ліга                 | Ігор                 | Голів                | Ліга          | Ігор          | Голів         | Ігор   | Голів  |
| ------------------- | ------------------- | ------------------- | --------- | --------- | ------------------ | ------------------ | ------------------ | -------------------- | -------------------- | -------------------- | ------------- | ------------- | ------------- | ------ | ------ |
| 2001–02             | «Емполі»            | B                   | 0         | 0         | КІ                 | 0                  | 0                  | -                    | -                    | -                    | -             | -             | -             | 0      | 0      |
| 2002–03             | «Гроссето»          | C2                  | 9         | 0         | КІ-C               | 7                  | 1                  | -                    | -                    | -                    | -             | -             | -             | 16     | 1      |
| 2003–04             | «Массезе»           | D                   | 33+5      | 4+3       | КІ-D               | 11                 | 6                  | -                    | -                    | -                    | -             | -             | -             | 49     | 13     |
| 2004–05             | «Массезе»           | C2                  | 22        | 3         | CI-C               | 6                  | 1                  | -                    | -                    | -                    | -             | -             | -             | 28     | 4      |
| Усього за «Массезе» | Усього за «Массезе» | Усього за «Массезе» | 55+5      | 7+3       |                    | 17                 | 7                  |                      | -                    | -                    |               | -             | -             | 77     | 17     |
| 2005–06             | «Емполі»            | A                   | 2         | 0         | КІ                 | 1                  | 0                  | -                    | -                    | -                    | -             | -             | -             | 3      | 0      |
| 2006–07             | «Емполі»            | A                   | 2         | 0         | КІ                 | 4                  | 0                  | -                    | -                    | -                    | -             | -             | -             | 6      | 0      |
| Усього за «Емполі»  | Усього за «Емполі»  | Усього за «Емполі»  | 4         | 0         |                    | 5                  | 0                  |                      | -                    | -                    |               | -             | -             | 9      | 0      |
| 2006–07             | «Піза»              | C1                  | 2+4       | 1         | КІ-C               | -                  | -                  | -                    | -                    | -                    | -             | -             | -             | 6      | 1      |
| 2007–08             | «Піза»              | B                   | 3         | 0         | КІ                 | 0                  | 0                  | -                    | -                    | -                    | -             | -             | -             | 3      | 0      |
| 2008–09             | «Піза»              | B                   | 11        | 2         | КІ                 | 1                  | 0                  | -                    | -                    | -                    | -             | -             | -             | 12     | 2      |
| Усього за «Пізу»    | Усього за «Пізу»    | Усього за «Пізу»    | 16+4      | 3         |                    | 1                  | 0                  |                      | -                    | -                    |               | -             | -             | 21     | 3      |
| 2008–09             | «Галліполі»         | ПД                  | 11        | 0         | КІ+КІ-ЛП           | -                  | -                  | -                    | -                    | -                    | СЛ-ПД         | 2             | 1             | 13     | 1      |
| 2009–10             | «Варезе»            | ПД                  | 31+4      | 8+2       | КІ+КІ-ЛП           | 2+1                | 1+0                | -                    | -                    | -                    | -             | -             | -             | 38     | 11     |
| 2010–11             | «Варезе»            | B                   | 21        | 3         | КІ                 | 1                  | 0                  | -                    | -                    | -                    | -             | -             | -             | 22     | 3      |
| Усього за «Варезе»  | Усього за «Варезе»  | Усього за «Варезе»  | 52+4      | 11+2      |                    | 4                  | 1                  |                      | -                    | -                    |               | -             | -             | 60     | 14     |
| 2010–11             | «Спеція»            | ПД                  | 14        | 3         | КІ+КІ-ЛП           | -                  | -                  | -                    | -                    | -                    | -             | -             | -             | 14     | 3      |
| 2011–12             | «Спеція»            | ПД                  | 24        | 1         | КІ+КІ-ЛП           | 1+4                | 0+1                | -                    | -                    | -                    | СЛ-ПД         | 2             | 0             | 31     | 2      |
| Усього за «Спецію»  | Усього за «Спецію»  | Усього за «Спецію»  | 38        | 4         |                    | 5                  | 1                  |                      | -                    | -                    |               | 2             | 0             | 45     | 5      |
| 2012–13             | «Новара»            | B                   | 35+2      | 5+1       | КІ                 | 2                  | 0                  | -                    | -                    | -                    | -             | -             | -             | 39     | 6      |
| 2013–14             | «Новара»            | B                   | 29        | 2         | КІ                 | 2                  | 0                  | -                    | -                    | -                    | -             | -             | -             | 31     | 2      |
| 2014–15             | «Новара»            | ЛП                  | 21        | 0         | КІ+КІ-ЛП           | 0+1                | 0                  | -                    | -                    | -                    | СЛ-ЛП         | 2             | 1             | 24     | 1      |
| 2015–16             | «Новара»            | B                   | 18+3      | 0+1       | КІ                 | 2                  | 1                  | -                    | -                    | -                    | -             | -             | -             | 23     | 2      |
| 2016–17             | «Новара»            | B                   | 1         | 0         | КІ                 | 2                  | 0                  | -                    | -                    | -                    | -             | -             | -             | 3      | 0      |
| Усього за «Новару»  | Усього за «Новару»  | Усього за «Новару»  | 104+3     | 7+2       |                    | 9                  | 1                  |                      | -                    | -                    |               | 2             | 1             | 120    | 11     |
| 2016–17             | «Беневенто»         | B                   | 29        | 2         | КІ                 | -                  | -                  | -                    | -                    | -                    | -             | -             | -             | 29     | 2      |
| 2017–18             | «Асколі»            | B                   | 30        | 3         | КІ                 | 2                  | 0                  | -                    | -                    | -                    | -             | -             | -             | 32     | 2      |
| Усього за кар'єру   | Усього за кар'єру   | Усього за кар'єру   | 348+18    | 44        |                    | 51                 | 11                 |                      | -                    | -                    |               | 6             | 2             | 423    | 57     |